# Xanthocampsomeris
Xanthocampsomeris es un género de avispas de la familia Scoliidae que ocurre en el Nuevo Mundo. Algunos taxónomos lo consideran como un subgénero de Campsomeris.

## Especies
Estas cuatro especies se encuentran al norte de México:
- Xanthocampsomeris completa (Rohwer, 1927)
  - Xanthocampsomeris completa completa (Rohwer, 1927)
  - Xanthocampsomeris completa yucatanensis (Bradley , 1964)
- Xanthocampsomeris fulvohirta (Cresson, 1865)
- Xanthocampsomeris hesterae (Rohwer, 1927)
- Xanthocampsomeris limosa (Burmeister, 1853)

## Galería

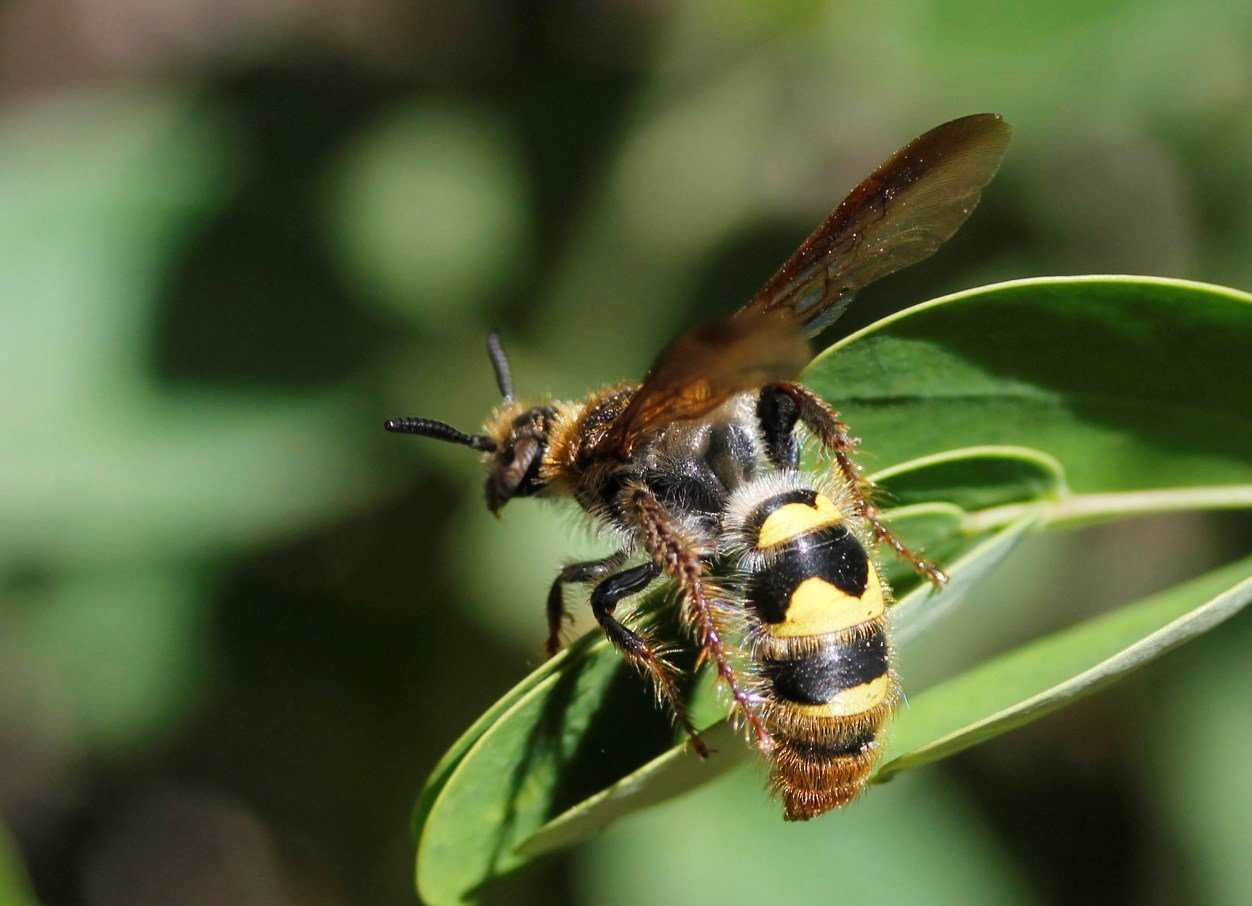
X. completa completa female photographed in Nuevo León, Mexico.
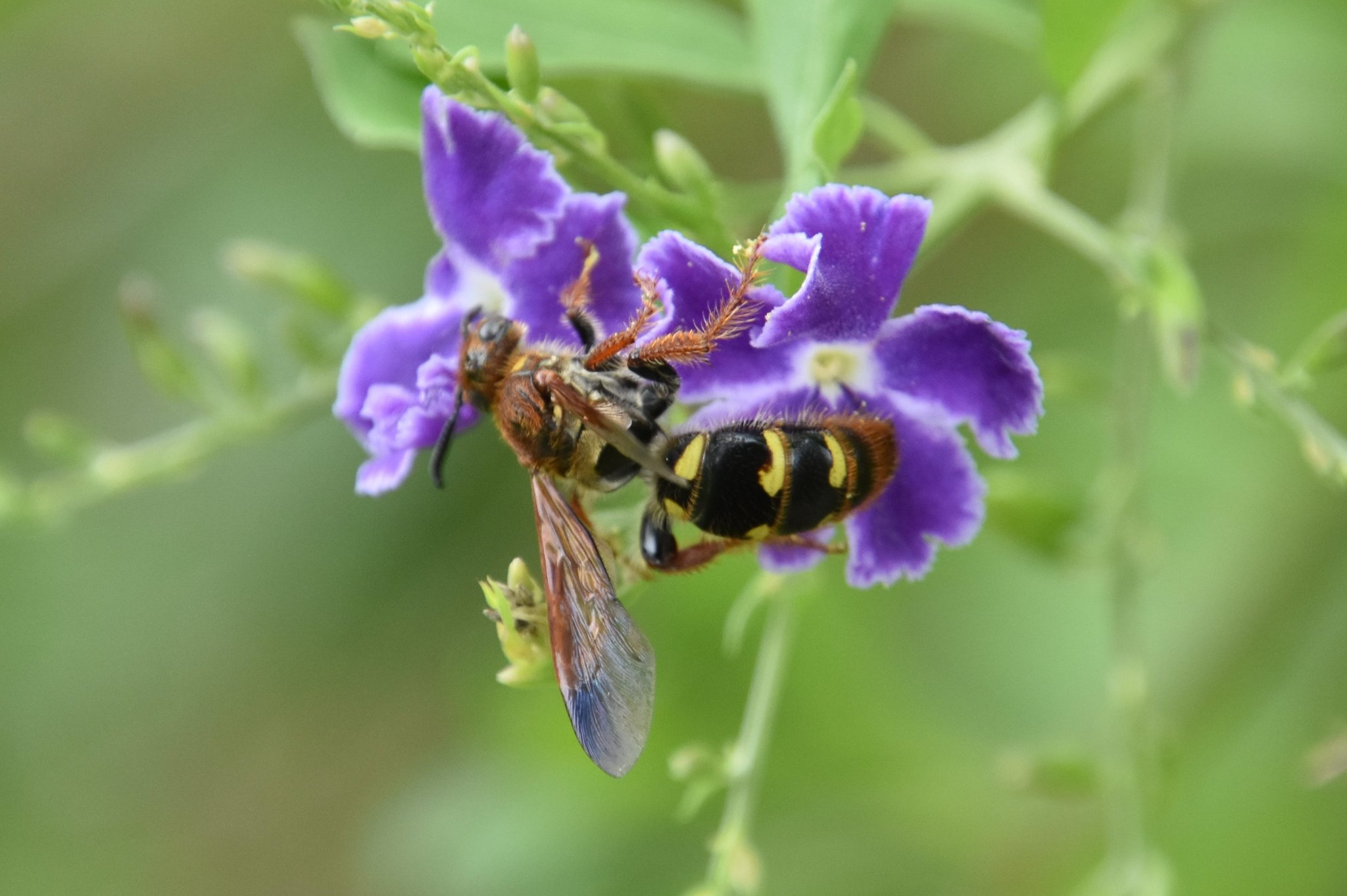
X. fulvohirta female photographed in Florida.
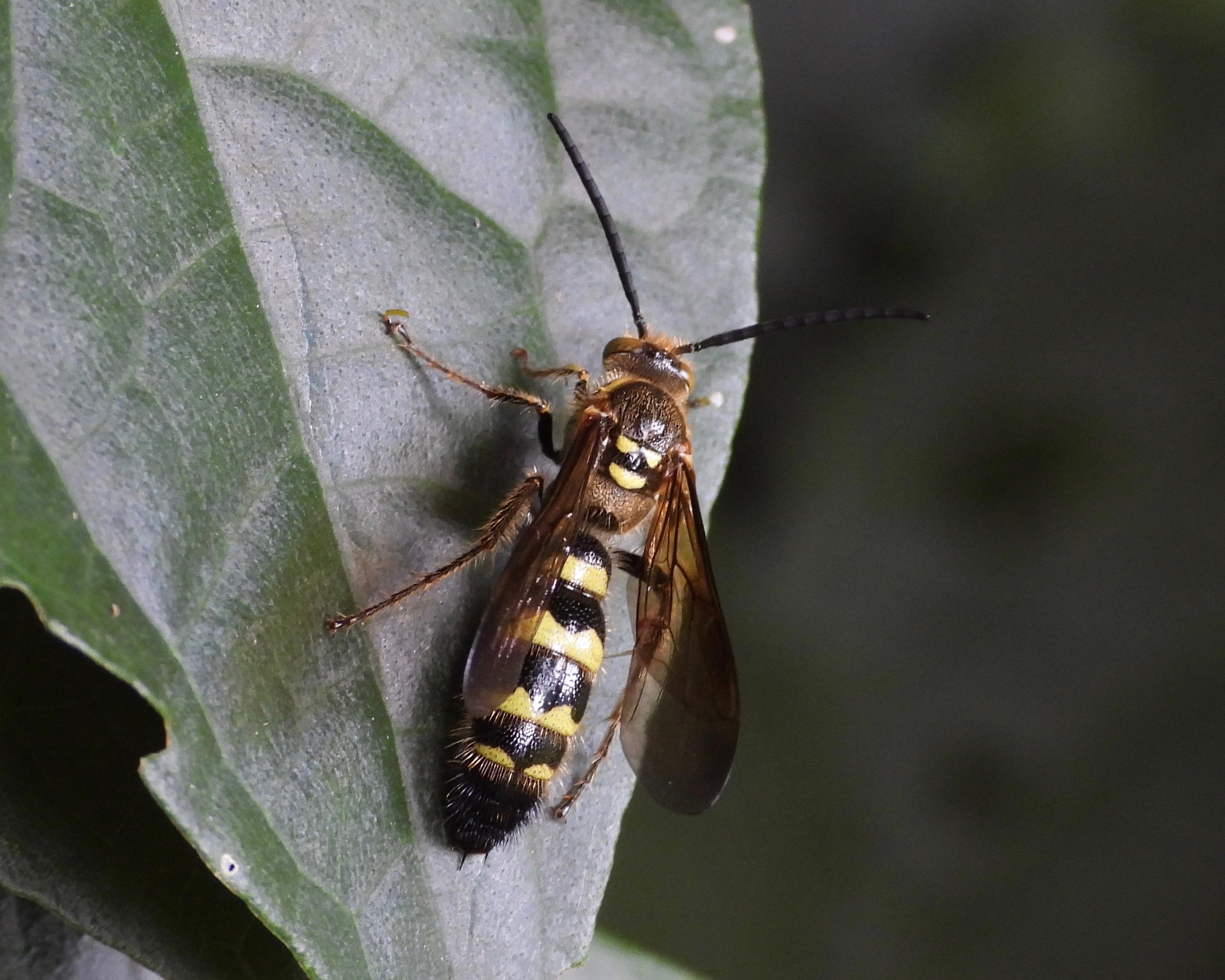
X. hesterae male photographed in Guatemala.
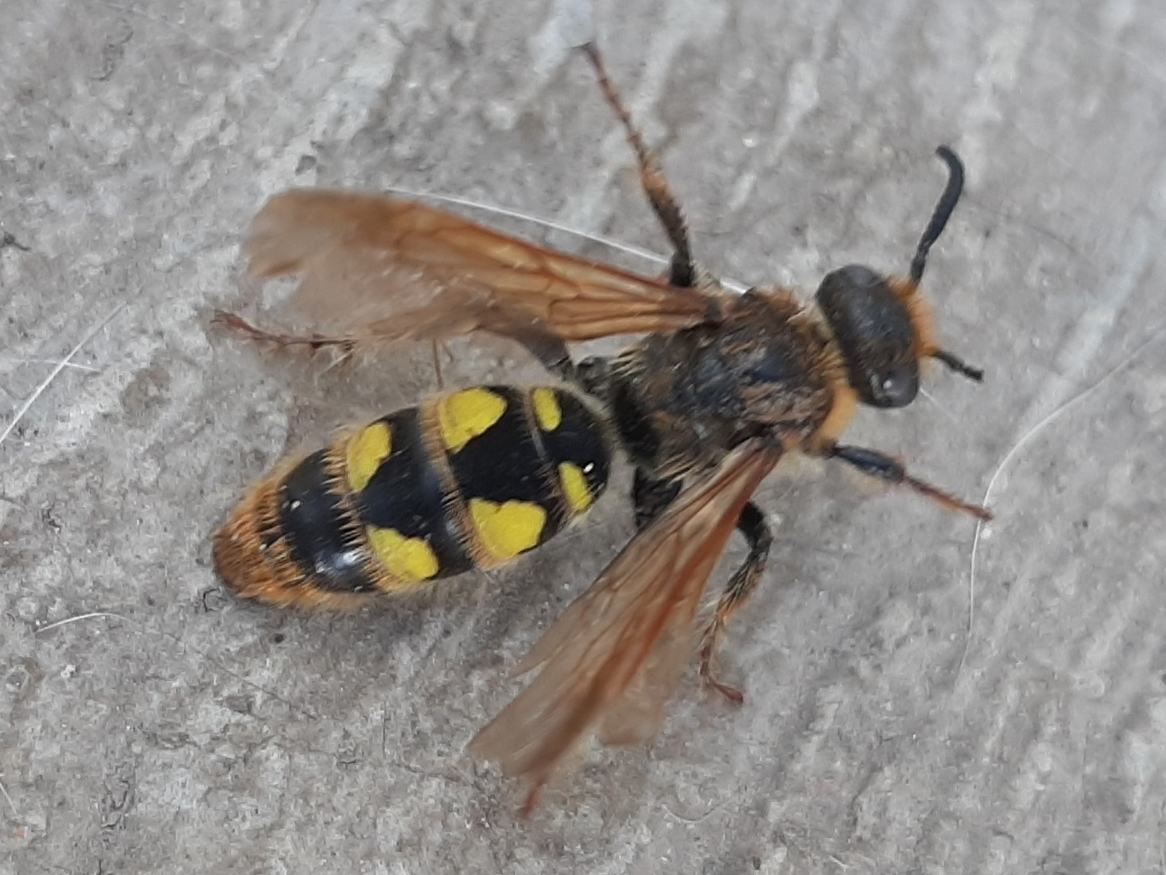
X. limosa female photographed in Mexico City, Mexico.
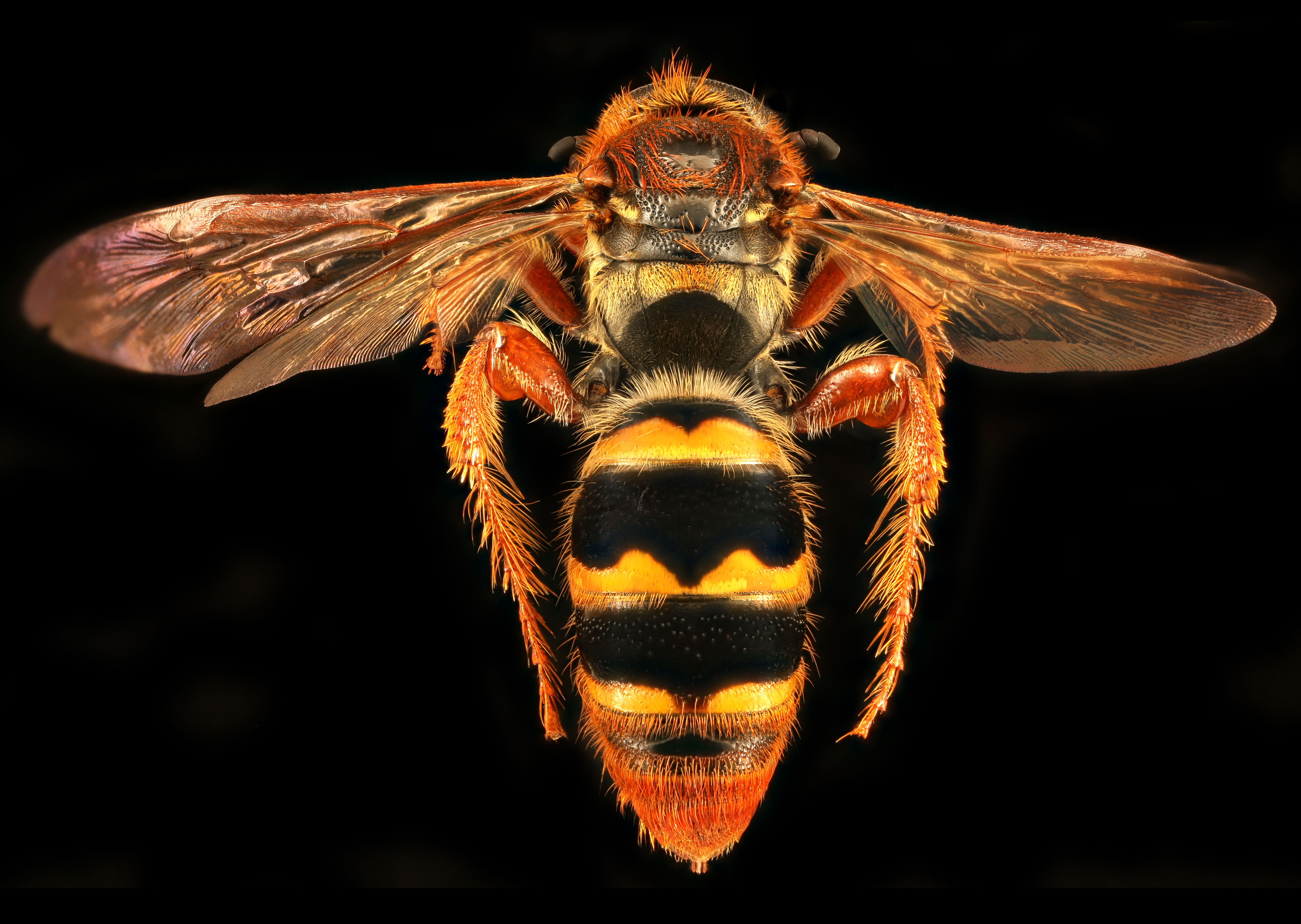
X. tricincta female collected in the Dominican Republic